# By Whose Hand? (film 1927)
By Whose Hand? è un film muto del 1927 diretto da Walter Lang che aveva come interprete principale Ricardo Cortez.

## Trama
L'agente X-9, che si presenta nei più esclusivi club di New York come Van Suydam Smith, esponente dello smart set, tiene d'occhio Mortimer, uno dei volti più noti della vita notturna cittadina. In un locale, l'agente conosce Peggy Hewlett, che lo invita a un party a Long Island. Durante la serata, però, avviene il furto dei gioielli della signora McShane, la padrona di casa. La refurtiva passa di mano in mano e Smith sospetta che la ladra possa essere la stessa Peg. Il vero colpevole si rivelerà essere invece Mortimer, smascherato da Sidney, l'agente delle assicurazioni, e Smith riconoscerà l'innocenza della ragazza.

## Produzione
Marion Orth firmò il soggetto e la sceneggiatura del film che venne prodotto dalla Columbia Pictures Corporation.

## Distribuzione
Distribuito dalla Columbia Pictures, il film uscì nelle sale cinematografiche USA il 15 settembre 1927. Il copyright del film, richiesto dalla Columbia Pictures Corp., fu registrato il 10 ottobre 1927 con il numero LP24491.
Nel Regno Unito, fu distribuito dalla Film Booking Offices (FBO) il 18 giugno 1928.